# Ligosullo
Ligosullo település Olaszországban, Friuli-Venezia Giulia régióban, Udine megyében. Lakosainak száma 104 fő (2018. január 1.). Ligosullo Paluzza, Paularo és Treppo Carnico községekkel határos.

## Népesség
A település népességének változása:

| 2017 | 113 |
| 2018 | 104 |